# Acatenango (vulcão)
O monte Acatenango ou vulcão Acatenango  é um vulcão na Guatemala. É um estratovulcão ativo que atinge os 3 976 m de altitude. Fica perto da cidade de Antigua. Tem dois picos, o Pico Mayor e o Yepocapa (3 880 m) que também é conhecido como Tres Hermanas. O Acatenango junta-se ao Volcán de Fuego no complexo vulcânico conhecido pelo nome La Horqueta.
O vulcão foi explorado por Alfred Maudslay em 1896.

## Descrição
O maciço Fuego-Acatenango compreende uma série de cinco ou mais aberturas vulcânicas ao longo de uma tendência norte-sul que é perpendicular à do Arco Vulcânico da América Central na Guatemala. De norte a sul, os centros de vulcanismo conhecidos são o Antigo Acatenango, Yepocapa, Pico Mayor de Acatenango, Meseta e Fuego. O vulcanismo ao longo da tendência remonta a mais de 200 000 anos. Embora muitos dos centros tenham estado ativos contemporaneamente, há uma sequência geral de vulcanismo mais jovem, de norte a sul ao longo da tendência.
Este enorme complexo vulcânico eleva-se a mais de 3 500 metros acima da planície costeira do Pacífico ao sul e 2 000 metros acima das Terras Altas da Guatemala ao norte. O complexo vulcânico compreende restos de múltiplos centros eruptivos, que periodicamente entram em colapso para formar enormes avalanches de detritos. A maior dessas avalanches se estendeu por mais de 50 quilômetros de sua fonte e cobriu mais de 300 quilômetros quadrados.

## História das erupções
As únicas erupções históricas conhecidas do vulcão Acatenango ocorreram no século 20, entre 1924 e 1927 ao norte do pico do cume (Pico Mayor) e novamente em dezembro de 1972 da sela entre Yepocapa e Pico Mayor. Essas explosões freáticas geraram bombas vulcânicas balísticas que caíram perto das crateras do cume e cinzas vulcânicas finas que caíram a até 25 km de distância.

No tempo pré-histórico, o Acatenango entrou em erupção explosivamente para formar depósitos de queda generalizados, fluxos piroclásticos quentes e fluxos de lava. Houve inúmeras erupções durante os últimos 80 000 anos de aberturas ao longo do maciço. As erupções explosivas mais recentes do Acatenango ocorreram há 1 900 anos (Pico Mayor), há 2 300 anos (Pico Mayor) e há cerca de 5 000 anos (Yepocapa). Se tais erupções se repetissem, muitas pessoas e infraestrutura cara estariam em risco.